# Новомихайловка (Томаковский район)
Новомихайловка (укр. Новомихайлівка) — село,
Владимировский сельский совет,
Томаковский район,
Днепропетровская область,
Украина.
Код КОАТУУ — 1225481012. Население по переписи 2001 года составляло 14 человек .

## Географическое положение
Село Новомихайловка находится на расстоянии в 1 км от села Запорожская Балка и 1,5 км от села Миролюбовка.